# Abraham de Wolff
Abraham de Wolff (Delden, 27 februari 1878 - Sobibór, 2 juli 1943) was een Nederlandse geestelijke. Hij was rabbijn in Amersfoort en Alkmaar.

## Levensloop
De Wolff studeerde theologie aan het Nederlands Israëlietisch Seminarium in Amsterdam. Vervolgens vond hij werk als rabbijn in Amersfoort. Vanaf 1913 was hij rabbijn en voorzanger in de Joodse gemeente in Alkmaar. De Wolff woonde met zijn vrouw en kinderen in het rabijnnenhuisje naast de Alkmaarse synagoge in de Hofstraat. Als rabbijn vervulde De Wolff een spilfunctie in de Joodse gemeenschap van Alkmaar. Hij gaf godsdienstles en zat in de besturen van talloze Joodse organisaties, waaronder in de jaren dertig het plaatselijke Comité voor Joodsche Vluchtelingen.
Toen de Duitse bezetting eenmaal een feit was werd het plaatselijke comité voor vluchtelingen omgevormd tot Alkmaarse vertegenwoordiging van de Joodse Raad. Dit verhinderde niet dat De Wolff in maart 1942 samen met zijn vrouw en jongste dochter gedwongen moest verhuizen naar Amsterdam, waar ze een woning vonden in de Rapenburgerstraat. In mei 1943 werd het echtpaar-De Wolff overgebracht naar Kamp Westerbork. Een maand later gingen ze op transport naar Sobibór, waar ze na aankomst werden vergast.

## Persoonlijk
De Wolff was getrouwd met kostummnaaister Bertha Noach uit Deventer. Samen kregen zij vijf kinderen. Drie van hen overleefden de oorlog. Zijn dochters Elize IJzerkoper-de Wolff (1918-1943) en Betsy de Wolff (1921-1943) kwamen om in de Duitse concentratiekampen.